# Regne de Toledo
|  | Aquest article tracta sobre el regne visigot de Toledo. Vegeu-ne altres significats a «taifa de Toledo». |

|  | Aquest article tracta sobre Regne de Toledo. Si cerqueu una visió general de l'entidad política establerta pel poble visigot des de 418 fins a 711, vegeu «Regne Visigot». |

El Regne de Toledo fou el regne dels visigots a Hispània successor del Regne de Tolosa. El període a considerar va des del 507 fins aproximadament el 721, tot i que en els primers temps la capital fou a Barcelona, i en els darrers a Narbona i altres ciutats de Septimània (després de la invasió àrab del 711).

## Història del Regne de Toledo

### Formació del regne
Derrotats els visigots del Regne de Tolosa (Toulouse) en la batalla de Vouillé (507), la conseqüència inevitable va ser la pèrdua d'Aquitània i Novempopulània fins a la barrera dels Pirineus. La Provença fou ocupada pels ostrogots i només la Septimània fou conservada més enllà dels Pirineus. Els visigots es van traslladar als seus dominis a Hispània. Durant uns mesos, i potser uns anys (507 a 509), centenars de visigots, amb les seves famílies, els seus esclaus i els seus cercles pròxims, van travessar els passos pirinencs per establir-se principalment a l'altiplà, on des feia anys s'havien fundat el que es podrien anomenar "colònies" visigodes.
A la batalla de Vouillé va perdre la vida el rei visigot Alaric II. El seu fill Amalaric era encara un nen. Sembla que un grup de magnats va optar per proclamar al jove Amalaric però donada la situació de guerra la majoria dels nobles visigots, reunits a Narbona, van aclamar com rei a Gesaleic, fill il·legítim d'Alaric II (si bé la monarquia visigoda era electiva i els nobles haguessin pogut elegir rei entre persones diferents dels familiars o descendents del rei difunt). Mentrestant els francs van entrar a Tolosa, que va ser incendiada.
Isidor de Sevilla, cronista d'aquest període, explica que el rei Gesaleic "retornà a Hispània". De les seves paraules i dels fets coneguts sembla deduir-se que el rei Gesaleic, sentint-se insegur a Narbona després de la caiguda de la capital Tolosa, abandonà Narbona, per establir les seves línies defensives més enllà dels Pirineus. De fet, en una data indeterminada entre finals de l'any 507 i principis de l'any 509, i molt probablement al llarg del 508, els francs van ocupar Narbona.

### El Regne de Barcelona
Gesaleic va abandonar Narbona, probablement ja l'any 507 i es va establir a Bàrcino (Barcelona), que es va convertir en capital del regne. Entre el 508 i el 511 Gesaleic va mantenir una estreta amistat amb Teodoric el Gran, rei ostrogot d'Itàlia i avi del jove Amalaric, intervenint en la lluita contra els francs, de manera que les seves tropes van entrar en territori visigot el 508 o principis del 509 al comandament del general Ibbas, que va recobrar Narbona expulsant als francs probablement el 509, i el 510 va obligar els exèrcits franc i borgonyó que assetjaven Arle (on resistia una guarnició visigoda que mancava d'aliments) a retirar-se, però el 511 Gesaleic es va aliar amb els enemics dels ostrogots probablement un partit visigot oposat a la influència ostrogoda. En represàlia per l'esmentada aliança el general Ibbas va expulsar a Gesaleic de Bàrcino, obligant-lo a fugir.
El general Ibbas va proclamar el 511 com a rei a Bàrcino al jove Amalaric, fill d'Alaric II i net de Teodoric el Gran. El nou rei només tenia nou anys, pel qual el mateix Teodoric va assumir la regència. Un intent de Gesaleic de recuperar el poder va ser derrotat prop de Barcelona, i l'exrei va morir quan fugia cap a Borgonya. Durant el període que Teodoric va governar sobre els visigots, la seva atenció es va centrar a Septimània o Narbonense, recuperant algunes ciutats que havien caigut a poder dels francs com Rodès o Besiers mentre el domini a la vall de l'Ebre fins a l'altiplà es mantenia precàriament.
Se sap que el 524, en el Concili de Lleida, els bisbes de la Tarraconense allà reunits van considerar necessari declarar que els clergues que celebressin serveis sagrats en ciutats assetjades no havien de vessar sang, ni tan sols la dels seus enemics, car de fer-ho se'ls castigaria amb severes penes. Com que no existeixen notícies d'atacs francs al sud dels Pirineus abans del 531, cal concloure que les "ciutats assetjades" que s'esmenten eren sens dubte les víctimes d'atacs vascons.

### Regne de Narbona
Teodoric el Gran va morir el 526, i el seu net i pupil Amalaric es va convertir en rei pel seu compte, actuant des d'aleshores per dret propi. Aviat va signar un tractat que afavoria als visigots amb Atalaric, un altre net de Teodoric i nou rei dels ostrogots. El rei ostrogot va tornar al visigot el tresor reial, del qual Teodoric s'havia apropiat (el tresor visigot va ser salvat per Teodoric de mans dels francs a Carcassona i des d'aleshores va passar al seu poder). A més el tractat establia que els ostrogots i visigots casats entre ells podrien escollir lliurement la seva nacionalitat; la frontera visigoda amb els ostrogots a Provença va quedar fixada en el braç occidental del delta del Roine, quedant Ugernun i Usès en territori ostrogot. El territori comprès entre el braç occidental del Roine i els Pirineus va quedar a poder dels visigots constituint la província Narbonense o de Septimània. Amalaric va fixar la seva residència a Narbona, i no va viatjar gairebé mai al sud dels Pirineus. Es va casar amb la princesa Clotilde (filla de Clodoveu), a qui va voler convertir en arriana i suposadament la va maltractar. Clotilde va cridar als seus germans i Khildebert I va envair el regne visigot, va ocupar Narbona i va entrar a Barcelona (531) i Amalric fou assassinat allí mateix. Els francs es van retirar emportant-se a Clotilde.
Mort Amalaric el va succeir l'ostrogot Teudis que es va instal·lar a Barcelona. Sembla que Teudis dirigia un partit hostil al rei mort, i que potser ja s'havia alçat en rebel·lia abans de la mort del seu antecessor, en ocasió de l'esclat de la guerra contra Khildebert. Va lluitar contra els francs, que van assetjar Cesaracosta el 542 i contra els romans d'Orient. Va traslladar la capital a Toledo abans del 546.

### El Regne visigot de Toledo

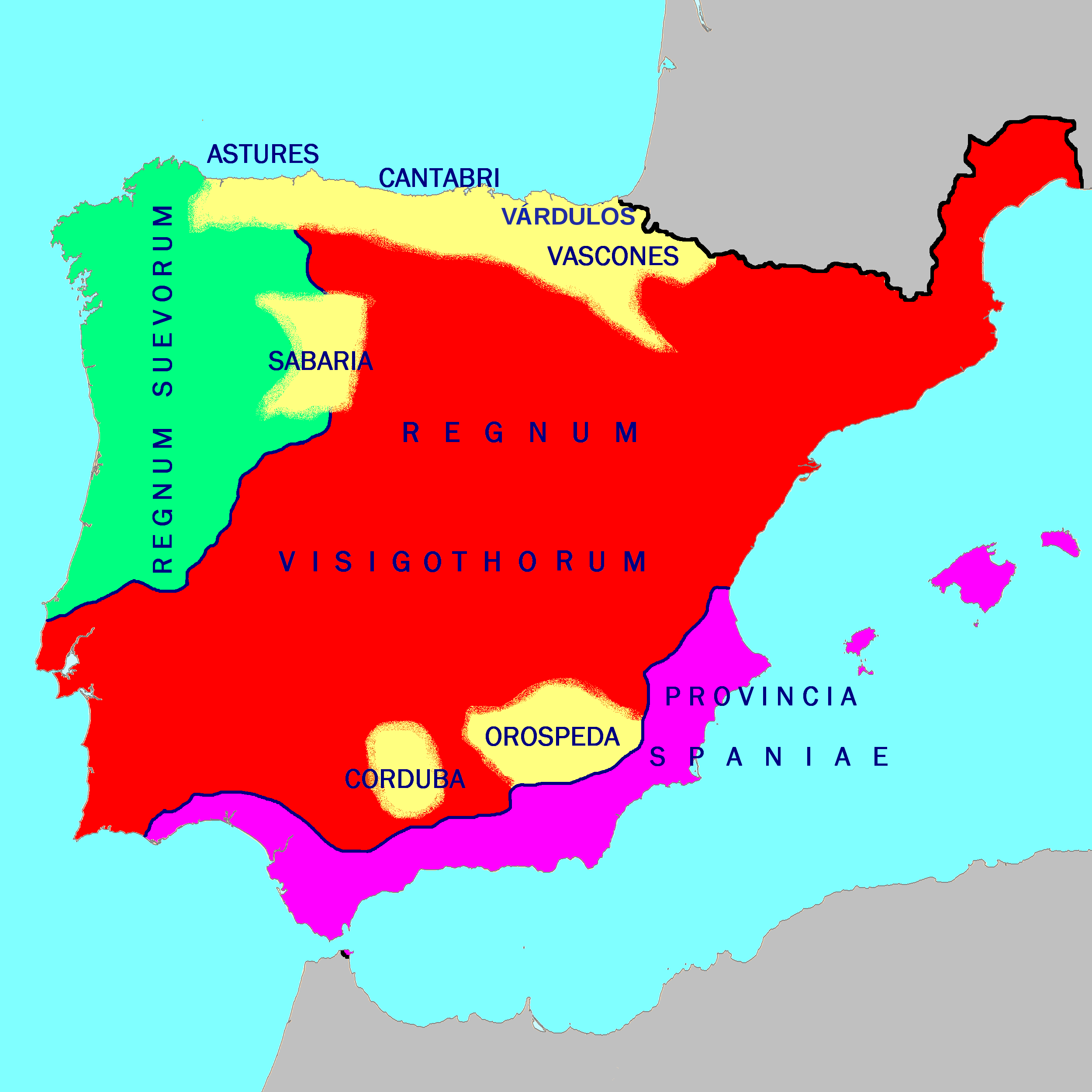
Els dominis visigots el 560

Amb el trasllat en una data anterior al 544 de la capital a Toledo pel rei Teudis, que morí assassinat en el seu palau de Toledo el 548 sense que es coneguin els motius que van portar al crim, s'inicia el Regne de Toledo.
Teudisel, successor de Teudis fou de la mateixa tendència nobiliaria i fou assassinat possiblement per la tendència oposada, que va portar al tron a Àquila I, que va perdre el prestigi molt ràpid en ser derrotat pels cordovesos, rebels o encara independents. La facció rival es va revoltar sota la direcció d'Atanagild, que va dominar la Bètica i Cartaginesa el 551. Àquila es va establir a Mèrida i va cridar en ajut l'emperador romà d'Orient Justinià. Els romans van desembarcar, van ocupar part de la Bètica i la costa de la Cartaginesa, però no foren prou forts per ajudar el rei a dominar la revolta, i fou un altre cop derrotat, i poc després assassinat, essent reconegut com a únic rei Atanagild.

Província d'Espània de l'Imperi Romà d'Orient.

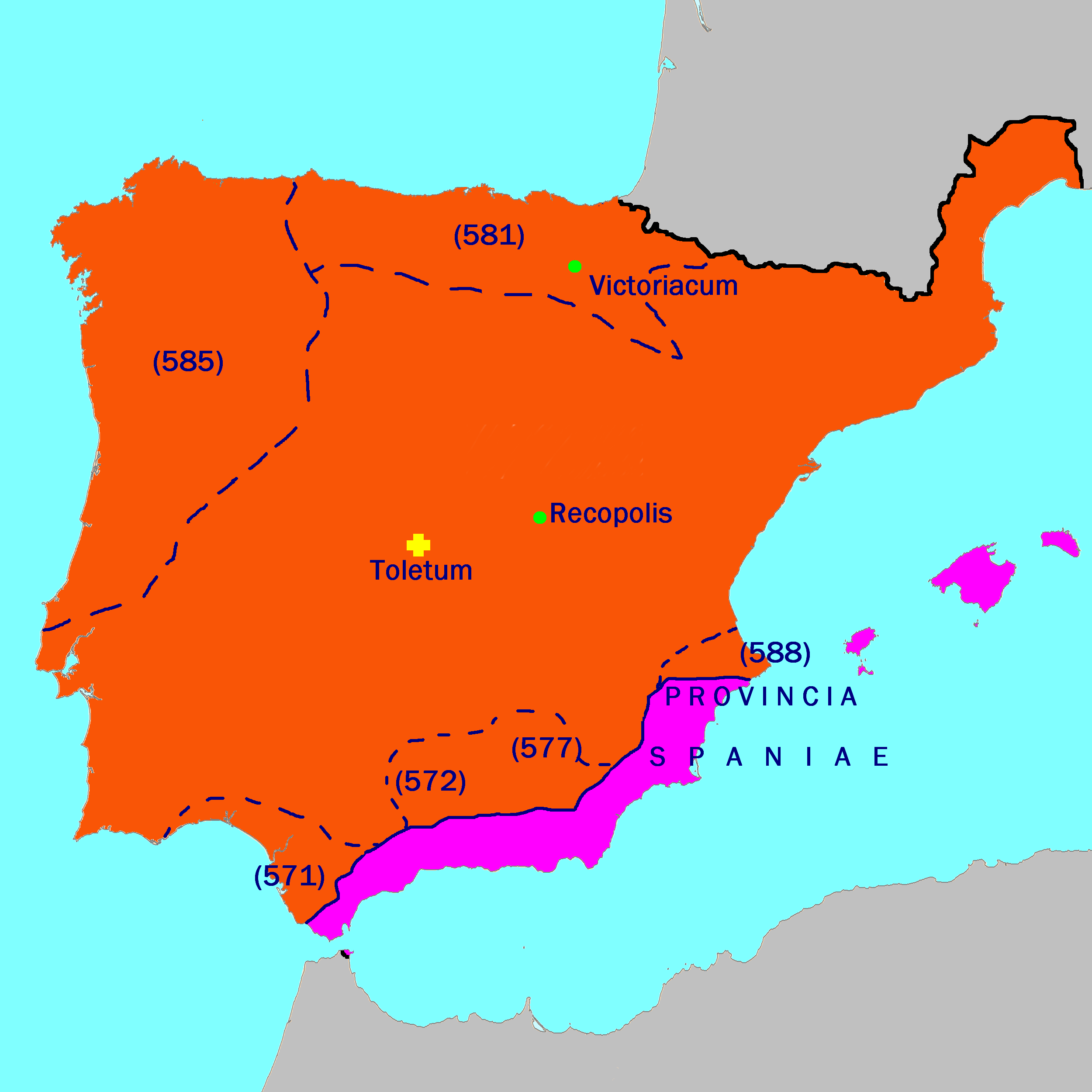
Els dominis visigots el 586, amb les conquestes de Leovigild

Atanagild va voler expulsar els romans d'Orient, però aquests van enviar un nou exèrcit i van mantenir la part essencial dels dominis que ja havien establert. Vers el 560 es va acordar la pau i es va establir formalment en els territoris romans d'Orient la provincia romana d'Orient d'Hispània (Espània). Atanagild va morir de mort natural el 567 i després d'un interregne, va obtenir el suport de, Liuva I Dux visigot de la Narbonense.
Liuva va associar al seu germà Leovigild. El 572 aquest va quedar com a rei únic i va iniciar una ràpida expansió: contra els romans d'Orient, contra els àsturs, contra els càntabres, contra els araucons de la frontera gallega, contra els sueus i contra els vascons. La revolta del seu fill Hermenegild, convertit al catolicisme, va afavorir els vascons que van fer una devastadora expedició que va arribar a Catalunya el 581, però el rei els va rebutjar i va construir Victoriacum a la plana d'Àlaba, una fortalesa per mitjà de la qual els podria controlar. Després de sufocar la revolta del seu fill, el 584 va conquerir el regne sueu.
La presència romana d'Orient a la península comença el 552 quan un exèrcit arriba de Constantinoble donar suport a Atanagild, revoltat al sud contra el rei Àkhila I, en el marc de l'expansió de l'Imperi per la Mediterrània occidental, en el regnat de l'emperador Justinià, amb l'ambiciós objectiu de reconstruir el domini de l'Imperi Romà. En algun moment entre el 552 i el 565 (mort de l'emperador Justinià) Atanagild va signar un tractat delimitant la frontera entre el seu regne i la província romana d'Orient. Després de diferents avenços i retrocessos, els visigots del Regne de Toledo acabarien expulsant els romans d'Orient en temps de Suintila entre el 621 i el 625.

### La conquesta musulmana
El 710 una petita expedició a la península Ibèrica va permetre comprovar que era fàcil creuar-la. Els dos partits que es disputaven el poder al regne visigot van demanar ajuda als musulmans, segurament a través del que havia estat governador romà d'Orient de Ceuta, Olban. Mussa va consultar què fer al califa Al-Walid, qui segons la tradició li va contestar: "guarda't d'arriscar els musulmans a través dels perills d'una mar de violentes tempestes". Però sembla que Mussa, temptat pel tresor reial visigot, va desobeir-lo. Tàriq va creuar l'estret el 711, segurament com aliat del pretendent Àquila (que tenia el suport de la Tarraconense i la Septimània), i va derrotar el rei visigot Roderic (que tenia el seu suport principal a la Bètica i Lusitània), i es va apoderar del tresor reial visigot, el qual havia de fer entrega a Mussa, descomptada la cinquena part pel califa.
El 712 Mussa va deixar el seu fill Abd-Al·lah com a governador delegat a Ifríqiya i, acompanyat del seu altre fill Abd-al-Aziz, va passar amb un exèrcit de divuit mil homes a territori visigot. Ocupà Medina-Sidonia, Carmona i Sevilla sense lluita i després va atacar Mèrida on es concentraven les forces afins a Roderic i que fou ocupada després d'un any de setge el (30 de juny del 713). Durant el setge el rei Àquila es va presentar a Toledo i Tàriq el va enviar a Mussa, partidari d'establir el domini musulmà a Hispània qui el va remetre al califa. Avançat el 712 o potser el 713, Àquila va sortir del regne acompanyat d'un nombre important de magnats gots, camí de Damasc, mentre un emissari de Mussa feia el mateix camí amb un missatge recomanant l'annexió.
De Mèrida, Mussa es va dirigir a Toledo rebent arreu la submissió dels magnats, senyors i ciutats, obligant-se a ser fidels al valí d'Hispània, a no conspirar amb els seus enemics, i a pagar un tribut anual per cada súbdit cristià; en canvi se'ls respectaven els dominis i la llibertat de religió, i les esglésies no podrien ser cremades. Els comes i duces que se sotmetien rebien les terres dels magnats lleials a Roderic, i les terres reials visigodes serien donades, si el califa acceptava el país, als que havien participat en la conquesta, menys la cinquena part pel califa. Els impostos recaptats serien per a Mussa, que enviaria la cinquena part al califa. A l'arribar Mussa a Toledo el va rebre, entre d'altres, Oppas, germà del rei Àquila. Molts magnats gots van fugir de la ciutat en saber que Mussa no venia com a aliat sinó com a conqueridor. Segurament l'any següent, el 714, Mussa va pujar cap al riu Ebre, i després d'ocupar per la forçà Ocilis, va arribar fins a Saragossa, que va ocupar sense lluita i on va rebre la submissió de Cassi i es va conèixer que Àquila, a Damasc, havia renunciat a la corona i al regne i l'havia cedit al califa a canvi d'ésser reconegut comes, recobrar els seus béns, segurament expropiats per Roderic, i de tres mil hisendes. Aquest va ésser el títol jurídic en què es va fonamentar el domini musulmà a Hispània, i des de llavors Mussa va ser realment valí. Els gots no ho van acceptar i van elegir un nou rei, anomenat Ardó.
Mussa va marxar contra l'est del país, i en aquest context s'hauria de situar l'atac i destrucció de Tarraco, on Àquila primer i segurament després Ardó, tenien molts partidaris. Potser aquesta ferotge resistència va fer desistir a Mussa de seguir cap a Narbona, capital d'Ardó. Llavors Mussa va fer el seu avanç cap a l'oest. Conquerí Seguia, però les terres no van ser distribuïdes entre els soldats, després de deduir la cinquena part del tresor. Es desconeixen els motius de Mussa per aquest perdó però suposant-se que anava dirigit als vascons que vivien a la ciutat, perquè després va penetrar a terres vascones, però el país era tant pobre i la gent anava despullada que Mussa en va sortir ràpidament després de rebre una submissió més que teòrica. D'allí va passar al territori de la depressió vasca, i a Cantàbria, on els magnats locals es van sotmetre ràpidament, passant llavors a Galícia on tampoc va trobar resistència.
El setembre del 714 Mussa i Tàriq ibn Ziyad van passar cap al Sud de la península amb el tresor reial visigot, des d'on van embarcar cap a Ifríqiya on posteriorment havien de viatjar cap a Damasc per donar comptes de la seva missió. El comte Casi abans esmentat, viatjava amb Mussa juntament amb altres magnats. Mussa va arribar a Damasc poc abans de la mort del califa Al-Walid (que va morir a començaments del 715). El govern d'Hispània, amb seu a Sevilla, va quedar confiat a Abd-al-Aziz ibn Mussa ibn Nussayr, fill de Mussa, que es va casar amb Egilo, vídua del rei Roderic.

## Societat visigòtica
Els visigots de l'època a cavall entre el segle v i el VI dominaven certs oficis manuals, com ferrers, fusters, terrissaires i altres, però entre ells no hi havia arquitectes, escultors, pintors, vidriers, miners i altres professions de cert nivell, i per aquest oficies es valien dels "romans" (és a dir la població romanitzada no visigoda). A destacar la seva orfebreria, com les fibules aquiliformes (en forma d' aguila) o les sivelles de cinturó. Els visigots no tenien amonedadors, valent-se per a això, també, de "romans". La moneda que usaven eren els tremísses romans, que equivalien a un terç de sòlid.
Els visigots parlaven el got, de la mateixa manera que els ostrogots i els vàndals (amb petites diferències dialectals), però en les làpides funeràries les inscripcions figuraren en llatí.
Els visigots seguien al principi el costum romà d'enterrar les cendres dels morts amb alguns béns, però els romans de les ciutats van abandonar l'hàbit al segle iv (al camp una mica més tard), mentre que els visigots semblen haver-la abandonat també cap al segle vi, després de la conversió al catolicisme. Els gots no practicaven la incineració i s'enterraven en tombes poc profundes generalment envoltades de lloses, amb una llosa a sobre i una altra sota a manera de taüt. Les famílies s'enterraven normalment a la mateixa tomba, que s'obria quan un familiar (generalment el marit o la muller) del primer difunt moria. Els cadàvers s'enterraven vestits i en posició horitzontal amb la cara cap dalt i orientats a l'est. En els cementiris excavats, amb els cossos apareixen alguns ornaments, objectes de metall (especialment sivelles de cinturó), armes i armadures; el costum de col·locar objectes de terrisseria havia desaparegut al segle vi. Objectes de vidre (especialment vaixelles) no són molt nombrosos, així com tampoc les incrustacions, els esmalts i les vaixelles de bronze, encara que si són relativament nombrosos altres objectes de bronze, constituïts majoritàriament per sivelles i la part posterior d'algunes fíbules.
Se sap que els vestits de les dones estaven recollits en les dues espatlles amb fíbules cap a sota, i un cinturó de cuir en la cintura. L'estil d'aquestes fíbules va ser evolucionant. Els homes usaven cinturons amb sivelles del tipus anomenat got (usades per visigots i ostrogodos) ovals amb el clavell adornat en la seva base, estil que també va anar evolucionant, sorgint altres tipus de sivelles.
D'acord amb el principi d'hospitalitas, a cada magnat got li corresponien dos terços de cada fundus (hisenda). No es podia apoderar del terç que romania en mans del propietari. Aquests dos terços es repartien entre els servidors: buccel·laris i saions. Es creu que aquestes propietats concedides als magnats visigots, estaven exemptes d'impostos; per això no estava permès als gots apropiar-se d'altres terres de "romans" doncs amb això provocaven pèrdues al Tresor. En canvi probablement si estaven subjectes a impostos aquelles altres propietats adquirides per visigots diferents de les concedides a dos terços. Probablement la recaptació dels impostos corresponents a aquestes altres terres estava en mans dels mateixos exactores que recaptaven els impostos entre la població "romana".

### Categories socials a la justícia
Les penes variaven entre un home ric i un pobre (era el jutge qui determinava l'estatus social de cadascun), sent molt més dures per als pobres que per als rics. També distingien entre els delictes d'un home lliure (ric o pobre) i els d'un esclau. Entre els homes lliures es distingien els maiores i honestiores (rics) dels inferiores i/o humiliores (pobres). Les penes més dures eren per als esclaus, després per als inferiors i finalment per als majors o honestiores.
Al principi era una divisió entre rics i pobres, però progressivament sol van ser considerats maiores els dux, els comites i els gardingi, que eren uns cortesans pròxims al rei), quedant fora de tal consideració social els Thiufadi (caps militars), per la qual cosa la classe dels maiores podríem dir que va quedar reservada a una espècie d'aristocràcia, mentre per sota d'ella es trobaven els inferiors en una escala molt àmplia, en el punt més alt del qual es trobaven notables visigots rics.
Les persones notables (digna idoneaque persona) rebien sovint càstigs tous (per exemple exili) i/o confiscació de propietats, però els pobres (indigna et pauperior persona) que no tenien res que pogués ser expropiat, rebien forts càstigs, sovint vinculats a treballs forçats. Especialment greus eren les sancions de certs delictes quan els cometia un agent d'una propietat reial.
Khindasvint arribà a declarar il·legal el que un inferior pledegés amb un honestior (en el sentit de noble) als tribunals.
El got que fos condemnat a pagar una multa i no pogués pagar-la era venut com esclau (en algunes ocasions l'esclavitud era substituïda per la pena de ser fuetejat). Pel que sembla el cas era relativament freqüent. La venda com esclau del que no podia pagar la multa, era el principi general encara que existien excepcions.
El got lliure condemnat per lladre rebia cent fuetades, i havia de retornar nou vegades el valor d'allò robat a la víctima i si no podia pagar es convertia en esclau del perjudicat. Si era esclau, ell rebia les fuetades i el seu amo havia de retornar sis vegades el valor d'allò robat a la víctima, i posat cas que l'amo no volgués pagar l'esclau passava a la víctima del robatori.
El got que acollís a un bandit a casa seva seria fuetejat, però si era ric el jutge podia disminuir la condemna. Si era agent d'una propietat seria cremat viu.
Es coneix la pena d'exili i la de confiscació (substituïda en els pobres pels treballs forçats en mines o planters).
Per danyar una tanca s'havia de pagar la pèrdua o reparar-se i una multa de deu sous (en els pobres la multa se substituïa per cinquanta fuetades, i en els esclaus cent fuetades).
La negativa a prestar testimoni suposava la perduda del dret de testimoniar per sempre (el pobre rebia a més cent fuetades).
Falsificar o deteriorar un document reial comportava la confiscació de la meitat dels béns (a un pobre se li amputaven les mans)
Treure a un esclau o deutor d'una església (arriana) on s'hagués refugiat, sense haver obtingut permís del bisbe per fer-ho, suposava que el jutge podia imposar una multa de cent sous (trenta als pobres, que de no poder pagar-la serien fuetejats cent vegades en públic). La multa havia de ser pagada a l'Església a la qual s'havia impedit exercir el dret d'asil.
En cas d'homicidi els gots pagaven una compensació (wergild) als parents de l'assassinat; aquesta multa se satisfeia en bestiar però més tard, ja al segle vi, es va passar al diners, fixant-se l'import en tres-cents sous. Si no podia pagar era venut com esclau (aquest era l'inevitable destí dels assassins que no fossin rics). Quan l'homicidi era sense intenció no existia cap càstig.
Al llarg el segle vi van estar en vigor diverses lleis referents a lesions corporals que semblen arrencar del segle anterior. Sembla que els culpables havien de pagar una suma fixada pel jutge. Aquestes lleis van desaparèixer al segle vii (donant pas al talió).
La Llei visigoda imposava la pena de mort per l'assassinat d'un parent, per provocar avortaments i per l'assassinat perpetrat per un home que entrava armat a casa d'un altre per matar el propietari de la casa. Els parents no podien prendre la justícia per la seva mà, i les penes eren imposades pel legislador regi. A més estava expressament prohibit perseguir als parents del culpable quan aquest no podia ser castigat; la Llei assenyalava que només el culpable havia de pagar pel delicte, i protegia expressament als parents, veïns, hereus i altres que podien ser víctimes de represàlies segons l'antic costum.

### Gots esclaus
Sembla que durant anys els gots podien vendre als seus fills com esclaus, si bé aquesta pràctica va ser prohibida per Euric i després per Leovigild.

### Llaços de sang i querelles generacionals
Se sap que al segle iv els llaços de sang constituïen la base de la societat visigoda, però a mesura que van transcórrer els anys (i els segles) aquests llaços de sang van ser perdent importància, i sembla que al segle vi comptaven ben poc (o res) davant la Llei. Però es creu que entre els particulars seguien tenint importància; amb tot tenim exemples en temps de Khindasvint (mitjans del segle vii) que un home no es prenia la molèstia de perseguir a l'assassí d'un dels seus parents, i que aquell que ho fes no comptava amb el suport de la Llei, sent l'Estat qui assumia la seguretat de les propietats i les vides, i no els parents. Els parents de les víctimes podien ser compensats pels danys i perjudicis soferts, però no els corresponia a ells decidir-ho; els parents no tenien ni drets ni deures en cas de delicte, i el culpable s'enfrontava sol a la seva responsabilitat.
Les querelles no podien heretar-se generació rere generació (com ocorria antigament).
Vegeu també:
- Hospitalitas
- Buccel·lari
- Saió

### Justícia per als ciutadans "romans"
L'administració de justícia en la seva més alta instància corresponia al rei. A la província administrava justícia el governador provincial romà, i per als casos menors hi havia jutges locals. Els colons i esclaus de les propietats reials estaven sotmesos, de la mateixa manera que els altres ciutadans, a la jurisdicció del governador provincial.
Els agents reials tenien instruccions de no intentar alliberar els seus subordinats de la jurisdicció del governador provincial romà, i aquest de no maltractar als agents reials, sobretot a instigació del grup dels principals de la Cúria (com sembla que succeïa a vegades).
Si un provincial (ciutadà de províncies) era defraudat per un agent d'una propietat reial podia presentar el seu cas davant el rei evitant la jurisdicció del governador provincial. El funcionari culpable podia ser condemnat a la foguera. Els reus podien apel·lar al judici del governador, llevat de si es confessava culpable d'un delicte important (homicidi, adulteri, màgia, enverinament o deutes al Tresor), quan era manifestament culpable o en casos de deutes evidents al Tresor. Probablement aquesta apel·lació devia dirigir-se al rei, encara que aquest extrem no és clar. Un litigant que perdia dues vegades una causa civil no podia intentar-ho de nou però podia suplicar al rei la reobertura del cas.
Com el governador provincial (Iudex) no podia entendre en tots els casos (civils i criminals) els casos menors passaven a un magistrat municipal anomenat deffensor el qual no havia de pagar res al governador provincial, i si aquest acceptava un suborn havia de ser destituït i multat amb set-cents vint sous.

### Justícia per als ciutadans gots
La justícia per als ciutadans gots corresponia al comte de la ciutat i als jutges locals. S'ignora si els governadors provincials visigots (duces) tenien alguna funció de tipus judicial llevat de certes delegacions reals.
La majoria dels casos eren jutjats pels jutges locals, encara que el comte es reservava els assumptes més importants, i tenia un dret d'apel·lació sobre les decisions del jutge local, podent resoldre aquestes apel·lacions pel seu compte o delegant en tercers. El comte podia castigar el jutge local si aquest descuidava els seus deures.
Els delictes comesos per gots havien de ser denunciats davant el comes i el Iudex loci. La detenció corresponia a aquest últim, però si no podia realitzar la detenció estava facultat per sol·licitar ajuda al comte qui li havia de donar. Els casos eren jutjats pel comte i el Iudex loci o Jutge local.
Posat el cas que el demandat fos declarat innocent el demandant havia de complir la pena a la qual s'hagués condemnat a un culpable. El Iudex loci vigilava el pagament de les multes i percebia un deu per cent d'elles; si agafava més del 10% havia de retornar el doble.
Els jutges locals no cobraven per empresonar a acusats que després resultaven innocents, però per cadascun que resultava culpable rebia un terç d'un sou. Si es descobria que un jutge local havia estat subornat per castigar un innocent, el jutge era executat; si havia estat subornat per a declarar-lo innocent (sent culpable i susceptible de pena de mort) havia de pagar al demandant set vegades la suma del suborn, era destituït de les seves funcions, i a més estava obligat a portar davant els tribunals a aquell que ell mateix havia declarat innocent sense ser-ho.
Els jutges locals podien jutjar tant a honestiores o maiores com a inferiors o humiliores; també podien jutjar a membres del clero. Si l'acusat era una persona massa important o poderosa, el jutge podia remetre l'assumpte al rei, qui podia jutjar-lo pel seu compte o delegar en el dux o en el comte. Si un magnat impedia la presència de testimonis en un Tribunal, el cas es portaria al rei, i si no era possible al bisbe local o al dux provincial, que havien de forçar als testimonis citats a acudir.
Els litigants no podien buscar el suport d'un noble (maior o potens) per guanyar el plet. Si un noble es negava a abandonar el Tribunal en ser requerit per a això pel jutge local, aquest podia ordenar fer-lo fora per la força, i a més imposar-li una multa de cent quaranta-quatre sous.

## Les ciutats sota el domini visigot. Administració romana i goda
Dins de les ciutats convivien dues administracions: la visigoda i la romana.

### L'administració ciutadana romana
Els Consells locals ciutadans (Curiae) derivats de les institucions del baix Imperi, es mantenien en forma idèntica al període imperial.
Els Consells locals o Cúries estaven integrats per consellers o curials, els quals no podien abandonar els seus llocs. No consta en el Breviari d'Alaric que els grans propietaris estiguessin exempts dels càrrecs curials, i fins i tot la titulació de honorati (que designaria als membres de la noblesa) es va utilitzar per designar a certs curials.
Es mantenia la necessitat d'un cert nivell de riquesa per ostentar el rang curial, que d'altra banda era hereditari. Ningú nascut curial podia aspirar a un ofici que el lliurés dels deures de la cúria. Els grans propietaris terratinents (Senadors) a l'haver perdut sovint la seva consideració d'alta noblesa, havien d'exercir com a curials. Sembla haver sorgit una casta destacada de curials, formada pel que sembla pels més rics (anomenats principals), que tenien una organització particular, però els seus aspectes són desconeguts.
Si un curial aconseguia un lloc que li impedís desenvolupar les seves funcions, havia de buscar un substitut en el Consell, però si tal substitut no era satisfactori segons el parer dels altres membres del Consell, el curial absent havia de tornar a ocupar el càrrec. Els curials no podien vendre les seves propietats per escapar de les seves obligacions. Si ho feien la venda era nul·la i el comprador perdia el preu. No obstant això li estava permès vendre per pagar deutes al Tresor i a creditors confirmats per altres curials (els qui havien de signar el document de venda). Les vendes parcials de terres, o les vendes d'esclaus, requerien el consentiment dels restants membres de la Cúria. Els curials no podien ser arrendataris de terres, ni estatals ni privades, ni podien avalar a un arrendatari. Tota propietat que s'arrendés a un curial havia de ser confiscada pel Tresor.
Si arribava el cas que els béns d'un curial eren tan escassos que no podia desenvolupar adequadament el seu lloc, el cas havia de ser plantejat al rei. Estava prohibit als curials abandonar la ciutat en la qual exercien el càrrec (amb l'abandonament intentaven eludir el desenvolupament del mateix). En cas de fer-ho se'ls podia exigir que desenvolupessin el càrrec de curial a la ciutat que havien abandonat, i a la ciutat de destí.
No li estava permès a un curial prendre les ordres sagrades, però si ho feien havien de buscar un substitut per al Consell; en cas de no trobar-lo havien de tornar a ocupar el càrrec curial, abandonant les funcions religioses, llevat si eren bisbes o capellans, car en aquest cas se'ls permetia seguir però perdien la facultat dispositiva en les seves propietats particulars; en aquest cas, si havia fills homes, la meitat dels béns almenys havien de passar a aquests els quals adquirien la condició de curials; si no tenia fills homes la meitat dels béns passaven al marit de la filla que normalment havia d'estar casada amb un curial (en cas de no ser curial al rebre els béns adquiria tal condició); finalment si la filla no estava casada, o no tenia descendents, la meitat dels béns passaven a la Cúria. Tampoc estava permès als curials ingressar en un monestir.
Els curials no podien instal·lar-se en les propietats d'altres (norma adreçada especialment a evitar que certs curials es posessin al servei d'un magnat qui per la seva influència podia alliberar-los dels seus deures).
Posat el cas que un agent (actor) d'una gran propietat ocultés a un curial per un període superior a un any, sense coneixement del senyor, podia ser castigat; si el que l'ocultava era esclau havia de ser apallissat; si l'ocultació es produïa amb coneixement del senyor, les propietats d'aquest eren confiscades pel Tresor.
Les filles dels curials que no tenien fills mascles, no podien casar-se amb els agents (actors) dels grans terratinents, ni tampoc amb un esclau. En cas d'incompliment desconeixem que càstig s'aplicava a l'actor que era lliure, però si coneixem la sort de l'esclau (fora actor o no), el qual era torturat fins que moria.
De fet les filles de curials que no tenien germans homes estaven obligades a casar-se amb un curial sota amenaces de forts multes; si refusaven fer-ho o es traslladaven de ciutat havien de lliurar una quarta part dels seus drets hereditaris al Consell o Cúria; si llegava els seus béns al seu espòs no curial, aquest, al rebre els béns, adquiria la condició de curial.
Un curial que només tenia fills il·legítims, només podia llegar a aquests els béns si aquests fills entraven en la Cúria. Si no tenia fills, legítims o il·legítims, podia llegar els seus béns a tercers que no tinguessin la condició de curials però una quarta part passava a la Cúria, si bé amb un dret de retracte (o opció de compra pel seu valor) per l'hereu.
Els curials tenien diverses obligacions de les quals les principals eren:
- La percepció d'impostos.
- L'administració de la ciutat i territori circumdant, en els seus diversos aspectes (jocs, serveis, proveïments, mercats, etc.)
- Portar el registre de donacions de terres i altres propietats; registres de testaments i d'adopcions, i altres registres.
- Nomenament de guardians.
- Qüestions relatives als béns i drets dels menors.
- Qüestions de justícia local.

Hi havia altres funcions menors que completaven el quadre d'una administració que bàsicament continuava la que es desenvolupava durant l'Imperi Romà Cristià.
Encara que els Curials no estaven exempts de penes corporals, s'aconsellava (si arribava el cas) un tracte tou, i només podien ser torturats després de plantejar el cas al rei o en cas de delictes considerats especialment greus (concretament la falsificació de testaments i de documents públics) els quals comportaven a més la destitució.
El càrrec principal d'una ciutat era el de Curator (Curador), que era l'encarregat de supervisar les finances locals. El càrrec l'exercia algun dels membres de la Cúria, amb l'única condició d'haver ostentat amb anterioritat els càrrecs inferiors (qüestura, edilat i duumvirat)
El deffensor era el magistrat encarregat dels judicis menors. Era missió fonamental del deffensor la defensa de la Cúria i del poble contra les autoritats superiors. De la mateixa manera que en el cas del Curator, per ostentar les funcions de deffensor també calia que el curial en el que requeien hagués desenvolupat anteriorment els càrrecs inferiors de la Cúria.
El Curial que transgredía la Llei que regulava l'ocupació dels càrrecs de defensor i curador, era destituït i se'l enviava al rei perquè li apliqués el càstig corresponent.
El càrrec de deffensor, al costat dels de Cancellarius i de Numerarius (ambdós pertanyents al Officium del Jutge provincial o Iudex), eren d'elecció dels ciutadans. No obstant això el deffensor havia de ser confirmat per la Cúria. Si disposava del seu càrrec abans de la confirmació pagava una multa de tres-cents seixanta sous.
El deffensor exercia el seu càrrec pel termini d'un any (encara que a partir del segle vii sabem que el termini es va allargar, però s'ignora en quant de temps). El deffensor no havia de pagar res al governador provincial, i si aquest acceptava un suborn havia de ser destituït i multat amb set-cents vint sous.
Les Cúries designaven a diversos càrrecs entre els curials, encarregats de les diverses funcions administratives que corresponien a l'òrgan. Tots aquests càrrecs tenien menys importància protocol·lària encara que calien per al bon funcionament de les ciutats. Bàsicament es tracta dels qüestors, els edils i els duunvirs.
Els qüestors eren els encarregats d'administrar els fons obtinguts per la recaptació d'impostos a la ciutat i el seu territori.
Els edils estaven encarregats dels diversos aspectes administratius, i s'ocupaven entre altres temes dels registres, mercats, proveïments i edificis públics.
Els duunvirs anyals eren els encarregats dels assumptes polítics i realitzaven cada cinc anys el cens a la ciutat i les aldees pròximes que d'ella depenien. A més els duunvirs presidien la Cúria o Consell local i les eleccions, administraven el patrimoni, decidien els assumptes de la defensa, organitzaven les festes i cerimònies religioses, portaven la jurisdicció contenciosa, imposaven multes, i desenvolupaven altres funcions de tipus local.
La recaptació d'impostos estava dirigida per un curial anomenat Exactor. Era elegit anualment (en algunes ciutats bi-anualment, termini que no podia ser superat, corresponent el seu control al Iudex) per la Cúria entre els seus membres. L'exactor acceptava el càrrec davant els curials i el poble, registrant-se en acta i notificant-se seguidament al Iudex. Aquells que estaven registrats com electors eren responsables de rescabalar, en el seu cas, les defraudacions que cometés l'exactor. A vegades els exactors exigien el pagament d'un impost ja satisfet, embutxacant-se el segon pagament, i en general cometien certes irregularitats que facilitaven el seu enriquiment personal. Els exactors tenien prohibit treure els esclaus, els bous i arades als pagesos i grangers. Les reclamacions contra ells havien de ser examinades atentament i si era trobat culpable podia aplicar-se-li la pena de mort i l'obligació de restituir quatre vegades el valor d'allò robat. Si el governador provincial o la Cúria no realitzaven una investigació sobre qualsevol denúncia contra un exactor eren multats amb dos mil cent seixanta sous.
Dels exactors depenien uns funcionaris inferiors anomenats Tabularis (Tabularius)que no podien recaure en colons ni esclaus. Aquests funcionaris estaven encarregats de remetre les peticions d'impostos als contribuents, segons els registres d'Impostos (Polípticos) en els que era obligatori inscriure's al comprar o rebre terres o altres propietats sotmeses a impost. A vegades els Tabularius aconseguien carregar els impostos dels grans terratinents (més rics), o almenys una part d'ells, als petits propietaris pobres.
També depenien dels exactors altres funcionaris anomenats Susceptores, que eren elegits per la Cúria; l'elecció dels susceptors es feia en forma pública, amb assistència segurament dels electors. Els Susceptores recorrien la jurisdicció de part a part recaptant físicament l'impost.

#### Els gremis
La condició hereditària de determinats oficis considerats importants per a l'Estat, va continuar sota el domini visigot. Les corporacions de treballadors dels diversos oficis hereditaris constituïen els gremis (Collegia) existents en múltiples oficis, derivats de la legislació del baix Imperi.
L'organització dels treballadors en gremis (Collegiatus) afectava principalment a les ciutats. Els agremiats no podien sortir de la ciutat.
Els treballadors agremiats no podien ingressar al clero. Si ho feien estaven sotmesos a les mateixes condicions que els curials per a idèntica situació, és a dir havien de buscar un substitut per al gremi; en cas de no trobar-lo havien de tornar a exercir la seva feina, abandonant les funcions religioses, estalviant-s'ho si eren bisbes o capellans, cas en què se'ls permetia seguir; si havia fills homes adquirien la condició de gremialistes; si no tenia fills homes havia d'entrar en el gremi el marit de la filla; finalment si la filla no estava casada, o el gremialista no tenia descendents, els béns d'aquest passaven al gremi.
Els fills d'un treballador lliure agremiat i de mare esclava o colona, seguien la condició de la mare, és a dir que es convertien en esclaus o en colons vinculats a una porció de terra. Els fills de treballador lliure i de mare lliure, eren lliures però si el pare estava agremiat seguien la condició del pare i passaven a formar part del gremi d'aquest.

### L'administració ciutadana visigoda
El govern local visigot estava encomanat als comes civitatis (comtes de la ciutat, o simplement comte) amb jurisdicció sobre els visigots d'una ciutat i el territori circumdant d'ella dependent.
La més alta autoritat local visigoda era el comte, si bé la seva jurisdicció només afectava als habitants de nacionalitat visigoda, mentre els habitants "romans" disposaven de les seves pròpies autoritats. Per això es creu que només existien comtes en les ciutats on hi havia ciutadans visigots. Per tant, existien els comtes però no hi havia una divisió en comtats, sinó en territoris, dels quals alguns tenien comte i altres no.
El comte era nomenat pel rei, i normalment havia de ser un home ric i de noble bressol. Les funcions del comte eren d'àmbit local, i separades de les funcions dels governadors provincials visigots (dux provinciae) i romans (Iudex provinciae). Bàsicament eren judicials i militars.
Els comtes tenien prohibit establir impostos al poble (entenent com a tal als habitants romans) de la seva ciutat i de la zona al voltant. No podien sotmetre al poble a exaccions i treballs forçats en el seu benefici (doncs els comtes percebien un salari del Tresor públic) ni podien obtenir del poble drets de transport o similars.
Si un comte confiscava una propietat sense una ordre judicial, havia de retornar el doble, suposant-se per tant que no només havia de retornar aquesta propietat sinó que a més havia de lliurar una altra d'igual valor o bé el seu valor en efectiu.
El comte tenia un dret d'apel·lació sobre les decisions del jutge local. Si algú apel·lava les decisions d'aquest jutge, el comte, o algú en qui ell delegués, havia d'atendre la petició.
El comte podia castigar el jutge local si aquest descuidava els seus deures. Així, per exemple, si el jutge no complia amb el seu deure a castigar prostitutes esclaves era castigat amb cent fuetades i multa de trenta sous. Se sap que el càstig de les prostitutes lliures corresponia al comte mentre que les prostitutes esclaves eren castigades pel jutge local.
Els delictes comesos per gots havien de ser denunciats davant el comes i el Iudex loci. La detenció corresponia a aquest últim, però si no podia realitzar la detenció estava facultat per sol·licitar ajuda al comte qui li havia de donar (entenent-se que es tractava de prestar una ajuda en homes armats).
El comte també podia prestar ajuda als jutges locals "romans" quan no poguessin detenir a acusats de la seva competència, és a dir "romans".
El comte tenia jurisdicció sobre casos civils i criminals però deixava la majoria dels casos (sobretot els civils) al Iudex loci. Alguns casos eren jutjats pel comte i el Iudex loci conjuntament.
Posat el cas que el demandat fos declarat innocent el demandant havia de complir la pena a la qual s'hagués condemnat a un culpable.
Per fer complir les seves decisions en temes judicials, el comte disposava d'un funcionari anomenat Saió (en els casos de ciutats importants havia de disposar de diversos saions)
Als comtes corresponien també certs deures militars; concretament se sap que tenien el comandament dels soldats de la ciutat, per damunt del funcionari anomenat Thiufadi que tenia el comandament militar directe.
El comte estava auxiliat en les seves tasques administratives per un funcionari anomenat Vicarius. No es permetia als vicaris imposar càrregues al poble, de la mateixa manera que el comte. Tampoc podia confiscar propietats sense ordre judicial, estant sotmès, si ho feia, al mateix càstig que el comte.
En les ciutats seus dels comtes, i a altres ciutats menors amb població visigoda, hi havia un jutge menor anomenat Iudex territori o Iudex loci (jutge territorial o jutge local) o simplement Iudex. Les decisions del jutge local podien ser apel·lades davant el comte, qui havia d'atendre l'apel·lació per si mateix o per mitjà d'algú en qui ell delegués.
El jutge local podia ser castigat pel comte si descuidava els seus deures. Ja hem assenyalat el càstig que corresponia per no castigar prostitutes esclaves el càstig de les quals corresponia al jutge, mentre que les lliures eren castigades pel comte, a causa del seu major rang. Si el jutge local no complia amb el càstig a les prostitutes esclaves, el comte podia imposar-li una multa de trenta sous i un càstig de cent fuetades.
Els delictes comesos per gots havien de ser denunciats davant el comes i el Iudex loci. Aquest havia de realitzar la detenció de l'acusat, però si no podia fer-ho demanava ajuda al comte.
El Iudex loci vigilava el pagament de les multes i percebia un deu per cent d'elles; si agafava més del 10% havia de retornar el doble. Els jutges locals no cobraven per empresonar a acusats que després resultaven innocents, però per cadascun que resultava culpable rebia un terç d'un sou. Quan un acusat resultava innocent el jutge havia de castigar l'acusador amb la mateixa pena que hagués correspost a l'acusat en cas de ser culpable, tal com ja hem indicat al parlar del comte. Si es descobria que un jutge local havia estat subornat per condemnar a mort a un innocent, el jutge era executat; si havia estat subornat per a declarar-lo innocent (sent culpable i susceptible de pena de mort) havia de pagar al demandant set vegades la suma del suborn, era destituït de les seves funcions, i a més estava obligat a portar davant els tribunals a aquell que ell mateix havia declarat innocent sense ser-ho.
Normalment els casos civils i una bona part dels casos criminals eren jutjats pel jutge local (el comte tenia també jurisdicció però es reservava només els casos més importants). Els jutges locals podien jutjar tant a honestiores o maiores com a inferiors o humiliores; també podien jutjar a membres del clero.
Una dona casada que es tornava a casar sense acreditar per escrit o d'altra manera el seu divorci, podia ser castigada bé pel comte o el seu vicari, encara que normalment ho era pel jutge.
Si l'acusat de certs delictes era una persona massa important o poderosa, el jutge podia remetre l'assumpte al rei, qui podia jutjar-lo pel seu compte o delegar en el dux o en el comte.
Si un magnat impedia la presència de testimonis en un Tribunal, el cas es portaria al rei, i si no era possible al bisbe local (es refereix al bisbe arrià) o al dux provincial, que havien de forçar als testimonis citats a acudir.
Els litigants no podien buscar el suport d'un noble (maior o potens) per guanyar el plet. Si un noble es negava a abandonar el Tribunal en ser requerit a fer-ho pel jutge local, aquest podia ordenar treure'l per la força, i a més imposar-li una multa de cent quaranta-quatre sous.
Fins al 589 els jutges locals (i els agents de les terres reials) obligaven als esclaus dels bisbes, d'altres clergues, i de les Esglésies, a treballar per a ells en assumptes públics i privats. Els bisbes van excomunicar a tots els jutges que cometien l'abús i van demanar a Recared que els castigués, el que probablement va fer el rei, car des d'aleshores no es coneixen abusos dels jutges sobre el clero.
Per fer complir les seves decisions el jutge local també disposava d'un funcionari anomenat Saió.
Els acusats d'algun delicte romanien empresonats fins al dia del judici, essent vigilats per uns funcionaris de presons anomenats Carceraus. Posat el cas que un d'aquests funcionaris permetés la fuga d'un acusat, havia de complir la pena a la qual el fugit hagués estat condemnat en cas de ser declarat culpable.
Les ordres i decisions del comte i del jutge local les feia complir un funcionari anomenat Saió (equivalent del funcionari romà anomenat executor o compulsor). En els segles V i VI, de la mateixa manera que en el Baix Imperi, s'anomenava a aquests funcionaris Exactores, nom que van conservar a la justícia "romana", mentre que en la justícia "goda" van canviar el nom i al segle vii ja eren anomenats saions, denominació que anteriorment (al segle vi) estava reservada als que constituïen l'entorn dels homes principals.
El comandament de les tropes corresponia a un funcionari anomenat Thiufadi, que seria l'equivalent a un comandant d'un contingent; però el Thiufadi estava sotmès a les decisions del comte local.

### El correu
En el Breviari d'Alaric es conserva una sola norma relativa als càrrecs públics romans existents amb anterioritat (en el Codi Teodosià hi havia seixanta-sis lleis per regular aquests càrrecs). Es tracta d'una prohibició de requisar cavalls (paraverdi) i carros de bous (pangariae) per al correu, sense una autorització oficial (erectio). La contravenció d'aquesta llei havia de ser denunciada davant el Iudex Provinciae i castigada amb multa de setanta-dos sous.

## Els terratinents (gots i romans)
Diversos aspectes relatius als terratinents ("senadors") romans i als terratinents gots van ser establerts en ocasió de l'establiment del domini visigot. Es coneixen els següents aspectes:
- Préstecs. Els terratinents romans no podien prestar diners a un interès que superés la meitat que els altres.
- Enllaços. En cas de casar-se els terratinents romans podien fer-ho amb dones humils, però estaven obligats a elegir a aquestes dones en famílies respectables.
- Impostos. Els terratinents romans estaven subjectes als impostos establerts per a la població "romana" (encara que freqüentment els eludien).
- Justícia. Havien de col·laborar amb l'administració de justícia (però normalment l'entorpien).
- Vendes forçades. No podien obligar els més pobres i febles a vendre'ls les seves propietats (pràctica bastant habitual).
- Actors. Governaven les seves propietats per mitjà d'agents (actors) mentre que el dux, governador provincial estava encarregat que aquests actors no oprimissin als inferiors. Els actors podien ser indistintament esclaus o homes lliures.
- Els colons. Podien arrendar la terra a colons (coloni). Els colons estaven adscrits a la terra i pagaven el delme del seu producte com a renda, a més d'altres càrregues que no es coneixen en detall, encara que se suposa que derivaven de les establertes en el Baix Imperi.
- L'impost dels colons. L'impost al qual estaven subjectes els colons ja no era recaptat pel terratinent qui després ho satisfeia al Tresor, sinó que era percebut directament per funcionaris encarregats.
- Fugides de colons. En cas de sospitar-se que un colon pensava fugir podia ser encadenat, però Alaric va eliminar aquesta norma. Si un colon fugia i algú l'acollia estava obligat a retornar-lo i a pagar l'impost meritat durant el període que va estar acollit. El fugitiu era convertit en esclau. Però si aconseguia ser acollit durant trenta anys (vint anys si era una dona) el colon passava a ser propietat de l'acollidor. Si era descobert abans de trenta anys podia ser reclamat pel seu amo al costat dels fills que hagués tingut i a les propietats adquirides.
- Béns dels colons. Els colons, en cas de posseir béns, no podien alienar-los sense permís del seu senyor.
- Enllaços de colons i lliures. Un home lliure podia casar-se amb una colona, prèvia declaració que no l'abandonaria. Ell seguia sent lliure però no podia abandonar les terres a les quals ella estava adscrita.
- Ocultació de curials. Posat cas que un agent (actor) d'una gran propietat ocultés a un curial per un període superior a un any, sense coneixement del senyor, podia ser castigat; si el que ho ocultava era esclau havia de ser apallissat; si l'ocultació es produïa amb coneixement del senyor, les propietats d'aquest eren confiscades pel Tresor.

## Modificacions legislatives
Entre Gesaleic i Liuva I (507- 573) només es coneix una Llei publicada per Teudis el 24 de novembre del 546 que determinava els costos i despeses dels litigants, sens dubte romans (doncs la llei estava adreçada als governadors provincials romans). La Llei va ser inclosa en el Breviari d'Alaric. Aquesta llei fixava un màxim per als pagaments (suffragia o commoda) que els litigants feien abans de veure's la causa. Si els pagaments no sobrepassaven el màxim fixat no es considerava possible l'existència de suborn, però si el màxim era sobrepassat es podia considerar suborn, especialment posat el cas que s'hagués dictat una sentència injusta. L'import màxim no podia sobrepassar el valor del bé que havia originat el plet. La part perdedora havia de pagar les despeses i costes, despeses de l'Executor, així com les despeses dels testimonis, i, si el jutge així ho estimava, la part perdedora havia de reemborsar a la part guanyadora els pagaments que aquesta hagués efectuat al jutge.
La modificació més important la constitueix el Codi de Leovigild, que tracta diversos aspectes, tots els quals no són coneguts. S'ignora la data de la seva publicació, encara que és probable que ja estigués en vigor el 582.

## Qüestions polítiques i administratives
S'ha de distingir per a les qüestions polítiques, els diversos regnats, i dins d'ells allò que afectava només a la població visigoda, allò que afectava a la població anomenada "romana", és a dir als habitants més o menys romanitzats (de molt diversos orígens) de la Península, i finalment allò que era comú a ambdós. Es creu que els visigots van establir un sistema polític que no estava basat en el territori sinó en la nacionalitat. En un mateix territori convivien dos Estats (amb un sol rei), cadascun amb les seves lleis diferenciades (emanades del rei), sent els ciutadans subjectes d'un o un altre no per raó de lloc, sinó per la seva nacionalitat. L'exemple contemporani més semblant ha estat el de l'"apartheid" a Sud-àfrica: tres parlaments legislaven per a tres comunitats diferents (blancs, mestissos i indis) i els sud-africans s'acollien a una o una altra llei en funció de la seva raça, independentment de la província, districte o ciutat de residència.

## Política religiosa
Característica dels visigots va ser una notable tolerància en matèria religiosa. Les poblacions locals podien practicar la seva religió sense que existissin pressions o persecucions. La política religiosa va tenir dues fases: el període arrià visigot, que suposa una imposició de la dominació germànica sobre les poblacions locals més o menys romanitzades; i el període catòlic visigot, amb el qual s'inicia una certa simbiosi entre visigots i romanitzats.